# 28732 Rheakamat
28732 Rheakamat è un asteroide della fascia principale. Scoperto nel 2000, presenta un'orbita caratterizzata da un semiasse maggiore pari a 2,4267702 UA e da un'eccentricità di 0,1568466, inclinata di 6,44225° rispetto all'eclittica.